# Safri Duo 3.0
Safri Duo 3.0 es el segundo álbum de corriente del dúo danés Safri Duo.

## Listado de canciones
| N.º   | Título                          | Escritor(es)                      | Duración |  |
| 1.    | «Fallin' High»                  | Safri Duo, Lukas, Navas, Parsberg | 5:58     |  |
| 2.    | «The Moonwalker»                | Safri Duo, Parsberg               | 5:08     |  |
| 3.    | «Rise»                          | Safri Duo, Parsberg               | 7:10     |  |
| 4.    | «All the People in the World»   | Safri Duo, Parsberg, Remee        | 3:40     |  |
| 5.    | «Marimba Dreams»                | Safri Duo                         | 2:25     |  |
| 6.    | «Amazonas»                      | Safri Duo, Parsberg               | 6:15     |  |
| 7.    | «Agogo Mosse»                   | Anderson, Friis, Lucas...         | 4:31     |  |
| 8.    | «Laarbasses»                    | Anderson, Friis, Parsberg         | 5:14     |  |
| 9.    | «Bombay Vice»                   | Safri Duo, Parsberg               | 4:52     |  |
| 10.   | «Prelude»                       | Safri Duo, Parsberg               | 6:11     |  |
| 11.   | «The "Played-A-Live» (Enhanced) |                                   |          |  |
| 51:24 |                                 |                                   |          |  |

## Personal
- Clark Anderson - Voz, Arreglos Vocales, Productor Vocal
- Lars Danielsson - Bajo
- Jan Eliasson - Masterización
- Morten Friis - Voz
- Paul Hollman - Ingeniero de Voces
- Ingo Kunzi	- Ingeniero, Mezclador
- Michael Parsberg - Arreglista, Productor
- Claus Lund Pedersen - Coordinador
- Jesper Riis Trompeta, Cuerno
- Safri Duo - Percusión, Arreglos, Teclados, Marimba, Efectos de Sonido, Producción, Palmas, Chasquidos con los dedos, Respiración, Sartenes, Ollas